# Clariola cyaneithorax
Clariola cyaneithorax là một loài ruồi trong họ Asilidae. Clariola cyaneithorax được Meijere miêu tả năm 1913. Loài này phân bố ở miền Australasia.